# Donji Baraći
Donji Baraći (szerbül: Доњи Бараћи) falu Bosznia-Hercegovinában, Bosanska krajina területén, a Szerb Köztársaságban, Mrkonjić Grad községben.

## Fekvése
Bosznia-Hercegovina közép-nyugati részén, Banja Lukától légvonalban 55, közúton 79 km-re, községközpontjától légvonalban 15, közúton 25 km-re délnyugatra, a Dinári-hegységben, a Mrkonjić Gradról Glamočra menő főút mentén található.

## Népessége
| Nemzetiségi csoport | Népesség 1991 | Népesség 2013 |
| ------------------- | ------------- | ------------- |
| Szerb               | 518           | 294           |
| Bosnyák             | 0             | 0             |
| Horvát              | 5             | 1             |
| Jugoszláv           | 0             | 0             |
| Egyéb               | 1             | 0             |
| Összesen            | 524           | 295           |

## Története
Az akkor még önállóan létező Barač község 1878-ig tartozott az Oszmán Birodalomhoz, majd az Osztrák-Magyar Monarchia része lett. 1879-ben az első osztrák-magyar népszámlálás során a községben 122 házat és 979 ortodox szerb lakost számláltak. A község Bogojević, Carevac, Grabež és Jakovljevići településeket foglalta magában. 1910-ben a községben 281 házat, 1768 ortodox szerb és 1 katolikus lakost számláltak. Ekkor Berići, Bogojevići, Carevac, Jakovljevići, Podgoje és Potkraj falvak tartoztak ide. A monarchia szétesésével 1918-ben előbb a Szerb-Horvát-Szlovén Királyság, majd 1929-től a Jugoszláv Királyság része. 1945-től a szocialista Jugoszlávia része volt. 1921-ben 261 házat és 1636 lakost számláltak itt.Jugoszlávia megszállása után a falu a Független Horvát Állam (NDH) része lett, majd nem sokkal ezután megkezdődött a szerb lakosság lázadása az új hatalommal szemben, melyet a szerbek elleni usztasa támadások követtek.
1963-ig Baraći önálló község volt, amelyet ekkor megszüntettek és Mrkonjić Grad községhez csatoltak. Baraći község 12 lakott helyből állt: Gerzovo, Gornja Pecka, Gornja Podgorja, Gornji Baraći, Donja Pecka, Donja Podgorja, Donji Baraći, Jasenovi Potoci, Medna, Mlinište, Trnovo és Ubovića Brdo. Ennek a községnek az 1961-es népszámlálás szerint 11 104 lakosa volt, ebből 11 048 (99,49%) szerb.
A településen az 1991-es népszámlálás adatai szerint 524-en éltek. A település 1995 szeptemberéig a boszniai szerb katonai egységek ellenőrzése alatt állt. Lakossága a horvát hadsereg közeledtére elmenekült. A boszniai háborút lezáró daytoni békeszerződés rendelkezése alapján az ország területét felosztották a Bosznia-hercegovinai Föderáció és a boszniai Szerb Köztársaság között, ennek során a település a Boszniai Szerb Köztársasághoz és Mrkonjić Grad községhez került. 

## Nevezetességei
Donji és Gornji Baraći között található Barač község Péter és Pál Szent Apostolok tiszteletére felszentelt ortodox temploma, mely egyhajós, keletelt épület, és amelynek harangtornya a nyugati homlokzat felett áll. A múlt század hatvanas éveiben újították fel először. Ezekben az években burkolták a hozzá vezető utat és díszítették a homlokzatát. Tőle keletre fekszik az ortodox temető. Minden év július 12-én liturgiát, ill. a Péter-Pál búcsut tartanak, amikor a környező városokból, falvakból összejönnek az innek elszármazott barátok, rokonok.